# Hazen (North Dakota)
Hazen er en amerikansk by og administrativt centrum for det amerikanske county Mercer County i staten North Dakota. I 2000 havde byen et indbyggertal på 2.457.

## Ekstern henvisning
- Hazens hjemmeside (engelsk)

47°17′49″N 101°37′25″V / 47.2969°N 101.6236°V